# Conférence Bilderberg 2023
La conférence Bilderberg 2023 s’est tenue du 18 au 21 mai 2023 à l’hôtel Pestana Palace à Lisbonne, au Portugal,. La réunion de 2023 était la 69e édition de l’évènement. Un communiqué de presse du groupe Bilderberg a indiqué qu’il y avait environ 130 participants de 23 pays,.
Créées en 1954 par le prince Bernhard des Pays-Bas, les conférences Bilderberg sont un rassemblement privé annuel de l’élite politique et économique européenne et nord-américaine. Chaque année, entre 120 et 150 personnes invitées par le comité directeur du groupe Bilderberg assistent à ces évènements, parmi lesquelles d’éminents politiciens, des PDG, des experts en sécurité nationale, des universitaires et des journalistes,.
La conférence 2023 a attiré l’attention des médias en raison de la participation de plusieurs acteurs majeurs dans le domaine de l’intelligence artificielle, tels que Sam Altman, PDG d’OpenAI, Satya Nadella, PDG de Microsoft, Demis Hassabis, chef de Google DeepMind, et Eric Schmidt, ancien PDG de Google,.
Les conférences Bilderberg sont régies par les règles de Chatham House, c’est-à-dire que les participants sont tenus au secret et ne peuvent révéler l’identité ou l’affiliation d’un orateur en particulier. Il n’y a pas eu de conférence de presse pendant ou après l’événement, comme il est d’usage. Selon the Guardian, les journalistes du journal ont pu approcher un participant de haut rang, l’économiste Victor Halberstadt, dans une pharmacie de Lisbonne, mais il a nié son identité avant de sauter dans une voiture de rentrer à l’hôtel.

## Agenda
Les principaux thèmes de discussion de la conférence de Bilderberg 2023 ont été annoncés sur le site web de Bilderberg peu de temps avant la réunion. Ces sujets sont les suivants :
- IA
- Système bancaire
- Chine
- Transition énergétique
- L’Europe
- Défis fiscaux
- Inde
- Politique industrielle et commerce
- L’OTAN
- Russie
- Menaces transnationales
- Ukraine
- Le leadership des Etats-Unis

## Participants
Une liste de 127 participants a été publiée sur le site web du Bilderberg. Cette liste n’est peut-être pas complète, car une source liée au groupe Bilderberg a déclaré au Daily Telegraph en 2013 que le nom de certains participants n’était pas rendu public. Oscar Stenström, négociateur en chef de la Suède pour l’adhésion à l’OTAN, aurait été vu sur le site bien que son nom ne figure pas sur la liste. 
 Autriche
- Martina Salomon
- Alexander Schallenberg

 Belgique
- Koenraad Debackere
- Thomas Leysen

 Canada
- Ajay Agrawal
- Mark Carney
- Chrystia Freeland
- Deborah Orida

 Danemark
- Mette Frederiksen
- Connie Hedegaard
- Kristian Jensen

 Union européenne (internationale)
- Josep Borrell
- Paschal Donohoe
- Paolo Gentiloni
- Roberta Metsola
- Didier Reynders

 Finlande
- Henrik Ehrnrooth
- Erkki Liikanen
- Sanna Marin

 France
- Gabriel Attal
- Patricia Barbizet
- Valérie Baudson
- Clément Beaune
- Thomas Buberl
- Henri de Castries
- Bernard Émié
- Antoine Gosset-Grainville
- Édouard Philippe
- Patrick Pouyanné

 Allemagne
- Paul M. Achleitner
- Martin Brudermüller
- Mathias Döpfner
- Belén Garijo
- Anton Hofreiter
- Norbert Röttgen
- Wolfgang Schmidt

 Grèce
- Nicky Goulimis
- Dimitri Papalexopoulos (treasurer)
- Eftichios Vassilakis

 Irlande
- Thomas Byrne
- Michael O'Leary

 Italie
- Marco Alverà
- Giuliano da Empoli
- Lilli Gruber

 OTAN (internationale)
- Christopher Cavoli
- Jens Stoltenberg

 Pays-Bas
- Ben van Beurden
- Dolf van den Brink
- Victor Halberstadt
- Sigrid Kaag
- Rolly van Rappard
- Mark Rutte
- Peter Wennink

 Norvège
- Kjerstin Braathen
- Børge Brende
- Øyvind Eriksen

Autre (international)
- Andrei Kolesnikov
- Arvind Subramanian
- Shashank Joshi

 Pologne
- Kasia Kieli
- Wojciech Kostrzewa
- Radoslaw Sikorski

 Portugal
- José Luís Arnaut
- Francisco Pinto Balsemão
- José Manuel Barroso
- Duarte Moreira
- Nuno Sebastião
- Filipe Silva
- Miguel Stilwell de Andrade

 Espagne
- José Manuel Albares
- Ana P. Botín
- José Creuheras
- José M. Entrecanales
- Esteban González Pons

 Suède
- Magdalena Andersson
- Anna Borg
- Marcus Wallenberg

 Suisse
- Ignazio Cassis
- Madeleine von Holzen
- André Kudelski

 Turquie
- Mehmet Fatih Ceylan
- Refet Gürkaynak
- Ömer Koç
- Soli Özel
- Barçin Yinanç

 Ukraine
- Dmytro Kuleba

 Royaume-Uni
- Jeremy Fleming
- Demis Hassabis
- David Lammy
- Bernard Looney
- Zanny Minton Beddoes
- Dambisa Moyo
- Gideon Rachman
- John Sawers
- Tom Tugendhat
- Shriti Vadera
- Yuan Yang

 États-Unis
- Stacey Abrams
- Sam Altman
- Anne Applebaum
- Sally Benson
- Albert Bourla
- Tarun Chhabra
- Brian Deese
- Jen Easterly
- Elizabeth Economy
- Niall Ferguson
- Kenneth Griffin
- Avril D. Haines
- Alex Karp
- Garry Kasparov
- Henry A. Kissinger
- Stephen Kotkin
- Henry R. Kravis
- Marie-Josée Kravis
- John Micklethwait
- Craig J. Mundie
- Satya Nadella
- Matthew Pottinger
- Nadia Schadlow
- Eric E. Schmidt
- Ashley J. Tellis
- Peter Thiel
- Jing Tsu
- John Waldron
- Thomas Wright
- Daniel Yergin